# Cuneisigna obstans
Cuneisigna obstans là một loài bướm đêm trong họ Noctuidae.